# Paranthropus boisei
Paranthropus boisei ili Australopithecus boisei bio je rani hominin, opisan je kao najveći pripadnik roda Paranthropus. Živio je u Istočnoj Africi tijekom pleistocena od 2,3 do 1,2 milijuna godina prije današnjice.

## Otkriće
Dobro očuvana lubanja (nazvana "Orašar"), koju je otkrila antropologinja Mary Leakey 17. srpnja 1959. godine u klancu Olduvai (Tanzanija), stara je 1,75 milijuna godina i imala je karakteristike karakteristične za robusne australopitecine. Mary i njen muž Louis Leakey klasificirali su ga kao Zinjanthropus boisei, gdje je "Zinj" naziv srednjovjekovne istočnoafričke regije Zanj, a "anthropus" (gr. ανθρωπος, anthropos) "ljudsko biće"; te "boisei" u čast Charlesa Boisea, dobročinitelja njihovog antropološkog tima.
Paranthropus boisei (kako je ta vrsta kasnije kategorizirana) pokazala se kao neiscrpni izvor informacija, posebno nakon što je sin spomenutih antropologa, Richard Leakey, dokazao da je to bila prva vrsta hominina koja je koristila kameni alat. Richard je 1969. u Koobi Fori blizu pokrajine Turkana u Keniji otkrio još jednu lubanju.

## Morfologija i tumačenje
Volumen mozga dosta je malen, između 500 i 550 cm³, ne mnogo veći od onog kod vrsta Australopithecus afarensis i Australopithecus africanus ili današnjih čimpanzi. Za razliku od P. robustusa, P. boisei imao je mnogo kraći veliki lubanjski otvor (foramen magnum). Osim toga, varijacije u izgledu lubanja unutar vrste P. boisei neobično su velike. Kod prosječnih odraslih mužjaka varijacije su bile veće nego kod ženki (spolni dimorfizam), kao što je bio slučaj s gotovo svim vrstama australopitecina. Mužjaci su težili oko 49 kg i bili visoki 1,37 metara, dok su ženke težile 34 kg i bile visoke 1,24 m.
Ova je vrsta imala lubanju specijaliziranu za žvakanje tvrdih materijala i nekoliko osobina koje se mogu naći kod današnjih gorila. P. boisei je nastanjivao šumovite savanske predjele. Tu vrstu ponekada zovu "Orašar" zato što je imao najveće i najravnije (pret)kutnjake i najdeblju zubnu caklinu od svih poznatih hominina.
Paranthropus boisei je imao velike žvakaće mišiće, zajedno s velikom sagitalnom krestom. Zbog činjenice da je njihovo lice tako široko, P. boisei je također imao ogromne obrazne zube, četiri puta veće od ljudskih. Iako su imali tako velike kutnjake i obrazne zube, prednji su im bili dosta manji od onih kod sličnih vrsta.
Neki znanstvenici tvrde da je kraniodentalna morfologija ovog taksona (veliki pretkutnjaci i kutnjaci, debela caklina, robusna čeljust, sagitalna kresta, široka obrazna regija) pokazatelj ishrane tvrdom ili žilavom hranom kao što su gomolji, koštunjavo voće i sjemenje. Međutim, istraživanje mikroskopskih tragova trošenja kutnjaka kod P. boiseija pronašlo je uzorak mnogo drukčiji od onog kod vrste P. robustus u Južnoafričkoj Republici, za koju se smatra da se hranila tvrdom hranom u vrijeme oskudice. Tako se pokazalo da je tvrda hrana rijetko bila dio njegove ishrane. Omjeri ugljikovih izotopa kod P. boisei ukazuju na to da je njegovom ishranom dominirala C4 vegetacija, za razliku od P. robustusa u Južnoafričkoj Republici.

## Fosili
Antropolog A. Amzaye je 1993. pronašao fosile P. boisei kod grada Konso u Etiopiji. Ta nepotpuna lubanja dobila je oznaku KGA10-525 a njena je starost procijenjena na 1,4 milijuna godina. Najveći je ikada pronađeni primjerak lubanje P. boisei. Najstariji primjerak P. boisei pronađen je u Nacionalnom parku Omo (Etiopija) - star je 2,3 milijuna godina i klasificiran je kao (L. 74a-21), dok je najrecentniji primjerak iz klanca Olduvai (OH 3 i OH 38), starosti 1,2 milijuna godina.

### Ostali dobro očuvani primjerci
- OH 5 Zinjanthropus, "Zinj" ili "Orašar" bio je prvi otkriveni primjerak P. boisei; pronašla ga je Mary Leakey u klancu Olduvai (Tanzanija), a pripadao je odraslom mužjaku (otprilike 1,75 mil. god.).
- KNM ER 406 je malena nepotpuna lubanja, koju su Richard Leakey i H. Mutua otkrili 1969. godine u Koobi Fori (Kenija); posjeduje velike kosti lica i ima volumen mozga od 510 cm³ (circa 1,7 mil. god.).
- KNM WT 17400 je nepotpuna lubanja koja je po svojim karakteristikama slična primjerku KNM WT 17000 (tzv. "Crna lubanja") vrste Paranthropus aethiopicus; pronađena je u zapadnoj Turkani u Keniji (circa 1,7 mil. god.).

## Način života

### Ishrana
Ishrana bilo kojeg taksona odnosi se na različite vrste hrane na koje se određeni organizam oslanja za pribavljanje hranjivih tvari. Gotovo sve istraživanje ishrane izumrlih hominina fokusira se se prije svega na hranu koju konzumiraju, zato što im je za piće služila voda. Gotovo svi primati i hominini bili su generalisti, što znači da su jeli raznoliku hranu i da se nisu oslanjali na jedan specifičan izvor hrane.
Teorija koju prihvaća većina znanstvenika je da se Paranthropus boisei oslanjao na tvrdu hranu kao glavni izvor hranjivih tvari. Snažni mišići čeljusti smatraju se evolucijskom prilagodbom vrste Paranthropus boisei na prehranu gomoljima, sjemenkama i tvrdim koštunjavim voćem. Analiza kutnjaka pokazala je da tragovi trošenja zuba kod Paranthropus boisei ukazuju na konstantno žvakanje malenih, tvrdih vrsta hrane, kao što su orasi i sjemenje. Tehnikama datiranja ugljikom znanstvenici su uspjeli utvrditi koju je hranu Paranthropus boisei jeo za života. Daljnji dokaz za prehranu voćem i orasima je klasifikacija Paranthropusa boiseia kao kozmopolitske vrste, što znači da bi njegova široka geografska rasprostranjenost rezultirala raznolikom prehranom.
Zajedno s voćem i orasima, utvrđeno je da je Paranthropus boisei jeo velike količine trave i šaši. Analizom stabilnih izotopa u fosilima Paranthropusa boiseia utvrđeno je da je on jeo velike količine C4 biomase koja je postojala u njegovo vrijeme. Čak je dokazano i da je Paranthropus boisei jeo veće količine biljnih tvari nego bilo koji drugi hominin. Jedno istraživanje došlo je do zaključka da se ishrana vrste Paranthropus boisei u biti većinom sastojala od trave i šaši kao što je Cyperus esculentus i da je rijetko jeo koštunjavo voće i korijenje.

### Ponašanje
Nakon što je uspio preživjeti dvije različite vrste ekoloških okolnosti, P. boisei je razvio raznolike strategije preživljavanja. Bitno je naglasiti da je dodavanje lukovica u ishranu činilo vjerojatnijim za tu vrstu unos neophodne dnevne količine kalorija.
Podaci o ugljikovim izotopima kod Paranthropus boisei ukazuju na to da im se ishrana prije svega temeljila na resursima C4, vjerojatno travama i šaši. Podaci također ukazuju na to da je ta ishrana fokusirana oko resursa C4 bila zastupljena dugo vremensko razdoblje i na velikim geografskim prostranstvima.
Novija istraživanja stoga opovrgavaju starije teorije o ishrani Paranthropusa boisei; uzorak ishrane kod Paranthropus boisei nije bio sličan onom kod afričkih čovjekolikih majmuna, te se nije fokusirao na orahe i tvrdo voće.
Na temelju podataka o ugljikovim izotopima i mikroskopskim tragovima trošenja zuba vjerojatnije je da su Paranthropusi u istočnoj Africi i južnoj Africi imali različiti tip ishrane.

### Zubi
Paranthropus boisei je poznat po velikim i glatkim obraznim zubima s debelom caklinom. Uzorak trošenja zuba na mikroskopskoj razini kod jedinstvenih i čvrstih zuba P. boisei naveo je mnoge na uvjerenje da se njegova ishrana sastojala od čvrste hrane, zbog toga je P. boisei dobio nadimak "Orašar". Neke analize pokazuju samo lakšu istrošenost zuba, s finim linearnim grebenima i udubljenjima. P. boisei se smatra jednim od najvećih konzumenata tvrde hrane. Deblja caklina jedna je od glavnih osobina u evoluciji hominina. Postoji mogućnost da postoji veza između debljine cakline i prilagodbe ishrani određenim vrstama hrane.
Mikroskopski tragovi trošenja zuba kod P. boisei istražuju se od 1980-ih, zato što je ishrana tih hominina nepoznata. Kada istražuju istrošenost, znanstvenici su u stanju istražiti uzorke na zubima, putem čega utvrđuju u koju prehrambenu klasu spada taj hominin. Kada bi jedinka P. boisei umrla, uzorak od nekoliko prethodnih obroka stvrdnuo bi se u caklinu, omogućivši znanstvenicima spoznaju o njegovim posljednjim obrocima.

## Vanjske poveznice
- Archaeology Info  Arhivirana inačica izvorne stranice od 16. svibnja 2011. (Wayback Machine), pristupljeno 4. kolovoza 2014.
- MNSU  Arhivirana inačica izvorne stranice od 8. studenoga 2006. (Wayback Machine), pristupljeno 4. kolovoza 2014.
- Paranthropus boisei - Human Origins Program instituta The Smithsonian, pristupljeno 4. kolovoza 2014.
- Prva lubanja vrste Australopithecus boisei, Gen Suwa et al., Pisma prirodi, Nature, svezak 389, 2. rujna 1997., pristupljeno 4. kolovoza 2014.
- Američki prirodoslovni muzej, ilustracija vrste P. boisei, paleoumjetnik Jay Matternes, pristupljeno 4. kolovoza 2014.